# Четовање
Четовање је посебан начин ратовања у коме мање, инфериорније снаге на отвореном пољу избегавају сударе са надмоћнијим непријатељем. Четовање се појављује и у старијој литератури, због карактера ратова које су југословенски народи против освајача и туђинске власти и због тога се под четовањем подразумевало свако ратовање уопште.